# 何佐治
何佐治（1904年10月9日—1962年8月10日），字秉倫。廣東省高要縣銀江鄉坑塘村人。民國37年（1948年）在商業團體南區當選第一屆立法委員

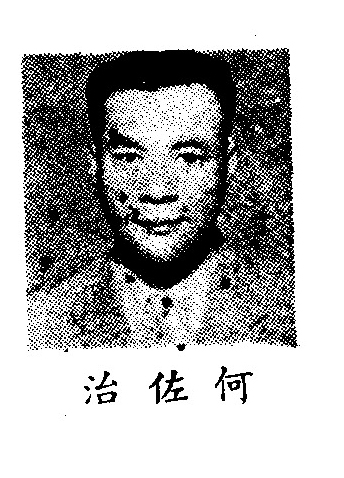
出席制憲國民大會代表時

## 生平[2]
- 上海復旦大學文學士
- 上海東吳大學法學士、法學碩士
- 制憲國民大會代表
- 廣州市商會常務理事，廣州《民族日報》經理，香港《時事晚會》經理，全國商會協會常務理事，港、澳、滬新亞酒店總經理
- 憲政實施促進委員會委員
- 民國51年8月10日病故[3]